# Варварівська сільська рада (Долинський район)
| Варварівська сільська рада — орган місцевого самоврядування у Долинському районі Кіровоградської області з адміністративним центром у с. Варварівка. Сільській раді підпорядковані населені пункти: - с. Варварівка - с. Ситаєве |

## Склад ради
Рада складається з 12 депутатів та голови.

### Керівний склад ради
| ПІБ                            | Основні відомості                                                         | Дата обрання | 05.11.2015 |
| ------------------------------ | ------------------------------------------------------------------------- | ------------ | ---------- |
| Шуміцький Олександр Сергійович | Сільський голова, 1960 року народження, освіта, безпартійний              | 26.03.2006   | 31.10.2010 |
| Шуміцький Олександр Сергійович | Сільський голова, 1960 року народження, освіта вища, член Партії регіонів | 31.10.2010   |            |

Примітка: таблиця складена за даними джерела

## Населення
Згідно з переписом УРСР 1989 року чисельність наявного населення сільської ради становила 1227 осіб, з яких 530 чоловіків та 697 жінок.
За переписом населення України 2001 року в сільській раді мешкали 993 особи.

### Мова
Розподіл населення за рідною мовою за даними перепису 2001 року:
| Мова       | Відсоток |
| ---------- | -------- |
| українська | 95,70 %  |
| російська  | 3,38 %   |
| білоруська | 0,41 %   |
| молдовська | 0,41 %   |
| угорська   | 0,10 %   |